# Ted Horn
Eylard Theodore Von Horn (Cincinnati, Ohio, 1910. február 27. – Du Quoin, Illinois,     1948. október 10.) amerikai autóversenyző. Korának egyik legkiemelkedőbb versenyzője volt. Sorozatban szerzett három bajnoki címe rekordnak számított az AAA National Championship-ben.
Halála után, 1951-től egészen az 1962-es szezonig a DuQuoin-i versenyt Ted Horn Memorial versenyként rendezték meg.

## Pályafutása
15 évesen a Los Angeles Times-nál vállalt munkát. Munkába menet, gyorshajtásért elkapták. A rendőr egy különleges büntetést szabott ki számára. El kellett mennie a San Jose-i versenypályára, és keresnie egy versenyautó tulajdonost, aki megengedte neki, hogy kipróbálhassa magát. Ezután visszakapta a lefoglalt autóját. Ettől fogva lett egy új szenvedélye, az autóversenyzés.
Első versenyét a Legion Ascott Speedway-en futotta, bár az elején nagyon lassú volt. Sokat kellett tanulnia, amiben a versenyzőtárai segítettek neki. Egyik versenyen komoly balesetet szenvedett, lábát törte és égési sérüléseket is szerzett. Majd szülei kérésére letett az autóversenyzésről. De az autóversenyzés iránt érzett szenvedélye felül kerekedett, és három év múltán ismét a versenypályán találta magát. Folyamatosan fejlődött és egyre tapasztaltabb, gyorsabb lett. A '30-as évek válsága miatt nagyon kevés versenyeket rendeznek az AAA által kiírt Nemzeti Bajnokságban. 1933-ban egyik nem bajnoki versenyen az Indy500 győztes és a későbbi bajnok Louis Meyer-t is megszorongatta az elő helyért vívott csatában. A verseny után Louis Meyer elismerően szólt a fiatal Horn-ról.
1934-ben egy Duesenberg volánja mögött szeretett volna indulni a híres Indianapolis 500 mérföldes versenyen, de nem sikerült kvalifikálnia magát. 1935-ben Miller- Ford autóval indul az Indy 500-on, de a kormánymű hibája miatt feladni kényszerül a versenyt a 145. körben. St. Pauli-ban is indulna, de nem tudja kvalifikálni magát. 1936-ban Harry Hartz Wetteroth, Miller autójával a 2. helyen fejezi be az Indy500-at. A következő három versenyből csak a Westbury-i versenyen tud elindulni. A 45. körben beáll a boxba-ba, de onnan már nem tud visszajönni a pályára. Az autója lefullad és ez a versenyének a végét is jelenti. A bajnokságban az Indianapolis-ban elért 2. helyért kapott 450 pont biztosítja neki az összetett 3. helyet.
1937-ben folytatja sikeres szereplését Indianapolis-ban a Harry Hartz csapattal. A 32. rajthelyről indulva, fantasztikus versenyzést produkálva a 3. helyen intik le. A Syracuse-i dirt ovál pályán a 6. helyen ért célba. Ezen a versenyen már saját autójával indult, Horn-Miller néven. A három versenyes szezont a 2. helyen fejezi be. A bajnokságot Wilbur Shaw nyeri.
1938-ban két versenyes szezon várja a csapatokat és versenyzőket, Indianapolis és Syracuse. Mindkét versenyt a 4. helyen fejezi be. Indianapolis-ban a Boyle csapattal indul, majd a Syracuse-i versenyre már saját csapatával a Ted Horn Engineering-el jelentkezik. A bajnokságban a 4. helyen zár. 
1939 sem bővelkedik a versenyek számában. Két Top 5 helyezése a bajnoki 3. helyet jelenti számára. 1940-ben az Indianapolis-i 4. és a Syracuse-i 6. hellyel a bajnokság 4. helyét szerzi meg. 1941-ben csak Indianapolis 500-as versenyen indul a bajnokságban. A 3. helyen intik le, ezzel megszerzi a bajnokság 2. helyét, Rex Mays mögött. A II. világháború miatt 1946-ig nem rendezik meg a bajnokságot. Ezután újraszerveződik az AAA National Championship. Ekkortól kezdődik az igazán sikeres időszaka.
Saját csapatával, a Ted Horn Engineering-el vág neki a szezonnak Williams Groove-ban megszerzi első győzelmét. Ezen a nagyon hosszú évadban 37 versenyen áll rajthoz, ebből 19 győzelmet szerez. Hatalmas fölénnyel nyeri az első bajnoki címét. 1947-ben 10 versenyre nevez be csapatával, egyedül csak az augusztusban rendezett Milwaukee 100 versenyre nem tudja kvalifikálni magát. Kilenc versenyen nyolc Top5 helyezést ér el, ebből háromszor győz (Bainbridge, Milwaukke 3 és Arlington). Indianapolis-ban az első helyről rajtolhatott, a verseny végén a 3. helyen fut be. A bajnokságban Bill Holland-et utasítja a második helyre, megszerezve így második bajnoki címét. 1948-ban ismét bajnokjelöltként vág neki a szezonnak. Arlington-ban és Springfield-ben győz, összesen hét pódiumos helyezést szerez. A bajnoki címért folyó versenyben megállíthatatlan. Az évad utolsó versenyére DuQuoin-ba már a harmadik bajnoki címével a zsebében érkezik. A 4. rajthelyről vág neki a versenynek. A 2. körben balesetet szenved és röviddel a kórházba szállítása után belehal sérüléseibe.

## Indy 500-as eredményei
| Év       | Autó     | Rajt     | Qual     | Rank     | Cél      | Kör  | Élen | Kiesés oka |
| -------- | -------- | -------- | -------- | -------- | -------- | ---- | ---- | ---------- |
| 1934     | 53       | DNQ      |          |          |          |      |      |            |
| 1935     | 43       | 26       | 113.213  | 27       | 16       | 145  | 0    | Kormányzás |
| 1936     | 22       | 11       | 116.564  | 8        | 2        | 200  | 16   |            |
| 1937     | 3        | 32       | 118.608  | 17       | 3        | 200  | 0    |            |
| 1938     | 2        | 6        | 121.327  | 12       | 4        | 200  | 0    |            |
| 1939     | 4        | 4        | 127.723  | 6        | 4        | 200  | 4    |            |
| 1940     | 3        | 4        | 125.545  | 4        | 4        | 199  | 0    |            |
| 1941     | 4        | 28       | 124.297  | 8        | 3        | 200  | 0    |            |
| 1946     | 29       | 7        | 123.980  | 11       | 3        | 200  | 0    |            |
| 1947     | 1        | 1        | 126.564  | 3        | 3        | 200  | 0    |            |
| 1948     | 1        | 5        | 126.565  | 9        | 4        | 200  | 74   |            |
| Összesen | Összesen | Összesen | Összesen | Összesen | Összesen | 1944 | 94   |            |

| Rajtok    | 10 |
| Poleok    | 1  |
| Első sor  | 1  |
| Győzelmek | 0  |
| Top 5     | 9  |
| Top 10    | 9  |
| Kiesett   | 1  |